# Marek Bożejko
Marek Bożejko (ur. 9 września 1946 w Bielawie) – polski matematyk, emerytowany profesor Uniwersytetu Wrocławskiego.

## Życiorys
W 1969 ukończył studia matematyczne na Uniwersytecie Wrocławskim, następnie pracował na macierzystej uczelni. W 1973 obronił w Instytucie Matematycznym PAN pracę doktorską Zbiory Sidona w nieprzemiennej analizie harmonicznej napisaną pod kierunkiem Stanisława Hartmana. Habilitował się w 1980, profesorem nadzwyczajnym mianowany w 1990, profesorem zwyczajnym w 1991. Na UWr. kierował Zakładem Analizy Matematycznej. W swoich badaniach zajmował się analizą harmoniczną i nieprzemiennym rachunkiem prawdopodobieństwa.
Swoje prace publikował m.in. w „Communications in Mathematical Physics”, „Proceedings of the American Mathematical Society”, „Journal of Functional Analysis", „Journal für die Reine und Angewandte Mathematik”, „Transactions of the American Mathematical Society” oraz „Mathematische Annalen".
Jest laureatem Nagrody im. Stefana Banacha za 1984 rok.